# Khamis Abakar

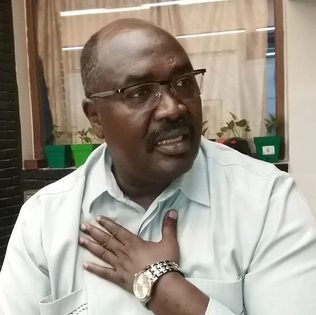
Khamis Abakar (2021)

Khamis Abdallah Abakar (arabisch خميس عبد الله أبكر; geb. 30. März 1964; gest. 14. Juni 2023 in al-Dschunaina) war ein sudanesischer Politiker und Rebell. Er war eine Führungsfigur der masalitischen Rebellen innerhalb der Sudanesische Befreiungsarmee/-Bewegung, einer bewaffneten Gruppe während des Darfur-Konflikts. Ab 2021 war er Gouverneur des Bundesstaats West-Darfur. Abakar wurde im Juni 2023 während des Kriegs im Sudan von Kämpfern der Rapid Support Forces (RSF) gefangen genommen und kurz darauf ermordet.

## Leben

### Frühe Jahre und politischer Aufstieg
Abakar entstammte der Volksgruppe der Masalit im westlichen Darfur. Während des Darfur-Konflikts ab 2003 war er ein prominenter Vertreter des Widerstands gegen die Dschandschawid-Milizen, aus denen später die Rapid Support Forces hervorgingen. Er war Anführer von masalitischen Rebellen innerhalb der Sudanesische Befreiungsarmee/-Bewegung und deren Vizepräsident. Human Rights Watch warf ihm 2006 vor, masalitische Jugendliche aus Geflüchtetenlagern zwangszurekrutieren.
Im Zuge des Juba-Friedensabkommens von 2020 nach der Proteste im Sudan 2018–19 zwischen der sudanesischen Übergangsregierung und verschiedenen Rebellengruppen wurde Abakar Teil des politischen Übergangsprozesses und die Sudanesische Befreiungsarmee/-Bewegung wurde in die sudanesische Armee eingegliedert. 2021 wurde er zum zivilen Gouverneur von West-Darfur ernannt.

### Rolle im Krieg 2023
Nach dem Ausbruch des sudanesischen Kriegs im April 2023 zwischen der sudanesischen Armee (SAF) und den Rapid Support Forces verschärfte sich die Lage in Darfur dramatisch. Abakar leitete lokale masalitisch dominierte Selbstverteidigungsgruppen gegen die RSF.
Abakar warnte am 14. Juni 2023 in einem Fernsehinterview mit dem saudischen Fernsehsender Al-Hadath vor einem Völkermord gegen die Masalit in West-Darfur durch die RSF und bat um internationale Unterstützung. Zwischen April und Juni 2023 wurden tausende Masaliten im Rahmen der Masalit-Massaker durch die RSF ermordet. Seine Position als Gouverneur und seine Nähe zur sudanesischen Armee machten ihn zur Zielscheibe der RSF.
Wenige Stunden nach dem Fernsehinterview wurde Abakar nach Medienberichten von RSF-Kämpfern unter Führung von Abdel Rahman Joma’a in al-Dschunaina entführt. Kurze Zeit später tauchten Videos auf, die seine Gefangennahme und seinen verstümmelten Leichnam zeigten.

## Bedeutung und internationale Reaktionen
Abakar galt als Symbolfigur des masalitischen Widerstands gegen arabisch dominierte Milizen in Darfur. Sein Tod markierte einen Wendepunkt im bewaffneten Konflikt in West-Darfur. Zahlreiche Zivilisten flohen nach seiner Ermordung aus der Region und sein Tod wurde international als Beleg für gezielte ethnische Säuberungen gewertet.
Die RSF stritt ab, Abakar ermordet zu haben, und sagte, Abtrünnige seien für seine Ermordung verantwortlich. Die Vereinten Nationen und die Menschenrechtsorganisationen Human Rights Watch und Amnesty International verurteilten die Ermordung Abakars scharf als außergerichtliche Hinrichtung. Human Rights Watch wertete sie als Teil eines systematischen Kampfs der RSF gegen die masalitische Zivilbevölkerung, der möglicherweise den Tatbestand eines Völkermords erfülle. Die USA verfügten Visaeinschränkungen gegenüber Abdel Rahman Joma’a als Reaktion auf seine Ermordung.